# نگمیرچوو
نگمیرچوو (به لاتین: Niemieryczów) یک روستا در لهستان است که در گمینا خوتچا واقع شده‌است.